# Myrcia camapuanensis
Myrcia camapuanensis é uma espécie de planta do gênero Myrcia. É endêmica ao Brasil, ocorrendo nos estados de Mato Grosso, Mato Grosso do Sul e Goiás. De acordo com a União Internacional para a Conservação da Natureza, seu estado de conservação é pouco preocupante.